# إدوين جي. براون
إدوين جي. براون هو سياسي أمريكي، ولد في 1864 في أوريغون في الولايات المتحدة، وتوفي في 1941 في سياتل في الولايات المتحدة.